# Distretto di Yenifakılı
Il distretto di Yenifakılı (in turco Yenifakılı ilçesi) è uno dei distretti della provincia di Yozgat, in Turchia.